# Szlovák vasúti vontatójárművek listája
Ez a lista a szlovákiai vasúttársaságok vasúti vontatójárműveit sorolja fel.

## ŽSSK

### Villamos mozdonyok és tolatómozdonyok
| Sorozat    | Tengelyelrendezés | Darabszám | Forgalomba állás | Teljesítmény [kW] | Indító nyomaték [kN] | Max. sebesség [km/h] | Feszültség              |
| ---------- | ----------------- | --------- | ---------------- | ----------------- | -------------------- | -------------------- | ----------------------- |
| ŽSSK 162   | Bo'Bo'            | 8         | 1991             | 3480              | 260                  | 140                  | 3000 V DC               |
| ŽSSK 163   | Bo'Bo'            | 11        | 1984             | 3260              | 250                  | 120                  | 3000 V DC               |
| ŽSSK 163.2 | Bo'Bo'            | 26        | 1995             | 3480              | 260                  | 120                  | 3000 V DC               |
| ŽSSK 240   | Bo'Bo'            | 45        | 1968             | 3080              | 240                  | 120                  | 25 kV 50 Hz             |
| ŽSSK 263   | Bo'Bo'            | 10        | 1984             | 2930              | 250                  | 120                  | 25 kV 50 Hz             |
| ŽSSK 350   | Bo'Bo'            | 18        | 1974             | 4000              | 210                  | 160                  | 3000 V DC + 25 kV 50 Hz |
| ŽSSK 362   | Bo'Bo'            | 15        | 1990             | 3060              | 260                  | 140                  | 3000 V DC + 25 kV 50 Hz |
| ŽSSK 363   | Bo'Bo'            | 13        | 1984             | 3060              | 260                  | 120                  | 3000 V DC + 25 kV 50 Hz |

### Keskeny nyomtávú mozdonyok
| Sorozat | Tengelyelrendezés | Darabszám | Forgalomba állás | Teljesítmény [kW] | Indító nyomaték [kN] | Max. sebesség [km/h] | Erőátvitel        |
| ------- | ----------------- | --------- | ---------------- | ----------------- | -------------------- | -------------------- | ----------------- |
| 199.9   | B                 | 1         | 2001             | 38                |                      | 10                   | EB                |
| 701.9   | B                 | 2         | 1964             | 169               | 58                   | 40                   | Dízel-mechanikus  |
| 702.9   | B                 | 1         | 1968             | 147               | 58                   | 40                   | Dízel-mechanikus  |
| 706.9   | B'B'              | 2         | 1985             | 294               |                      | 50                   | Dízel-hidraulikus |

### Dízelmozdonyok
| Sorozat    | Tengelyelrendezés | Darabszám | Forgalomba állás | Teljesítmény [kW] | Indító nyomaték [kN] | Max. sebesség [km/h] | Erőátvitel       |
| ---------- | ----------------- | --------- | ---------------- | ----------------- | -------------------- | -------------------- | ---------------- |
| ŽSSK 736.1 | Bo'Bo'            | 5         | 2008             | 1114              |                      | 100                  | Dízel-elektromos |
| ŽSSK 750   | Bo'Bo'            | 25        | 1968             | 1325              | 185                  | 100                  | Dízel-elektromos |
| ŽSSK 754   | Bo'Bo'            | 25        | 1979             | 1472              | 185                  | 100                  | Dízel-elektromos |

### Keskeny nyomtávú motorvonatok és motorkocsik
| Sorozat | Tengelyelrendezés | Darabszám | Forgalomba állás | Teljesítmény [kW] | Indító nyomaték [kN] | Max. sebesség [km/h] | Feszültség | Első osztály | Másod osztály |
| ------- | ----------------- | --------- | ---------------- | ----------------- | -------------------- | -------------------- | ---------- | ------------ | ------------- |
| 405.9   | EMU-2             | 3         | 1969             | 336               |                      | 30                   | 1500 V=    | 0            | 124           |
| 411.9   | EMU-1             | 3         | 1951             | 90                |                      | 40                   | 600 V=     | 0            | 34            |
| 420.9   | EMU-3             | 4         | 1965             | 320               |                      | 50                   | 1500 V=    | 0            | 134           |
| 425.9   | EMU-2             | 15        | 2000             | 600               |                      | 80                   | 1500 V=    | 0            | 88            |

### Villamos motorvonatok
| Sorozat | Tengelyelrendezés | Darabszám | Forgalomba állás | Teljesítmény [kW] | Indító nyomaték [kN] | Max. sebesség [km/h] | Feszültség  | Első osztály | Másod osztály |
| ------- | ----------------- | --------- | ---------------- | ----------------- | -------------------- | -------------------- | ----------- | ------------ | ------------- |
| 460     | EMU-5             | 16        | 1974             | 2000              | 260                  | 110                  | 3000 V=     | 0            | 336           |
| 560     | EMU-5             | 8         | 1970             | 1680              | 194                  | 110                  | 25 kV 50 Hz | 0            | 324           |

### Dízel motorkocsik
| Sorozat | Tengelyelrendezés | Darabszám | Forgalomba állás | Teljesítmény [kW] | Indító nyomaték [kN] | Max. sebesség [km/h] | Erőátvitel | Első osztály | Másod osztály |
| ------- | ----------------- | --------- | ---------------- | ----------------- | -------------------- | -------------------- | ---------- | ------------ | ------------- |
| 810     | DMU-1             | 88        | 1973             | 155               | 29                   | 80                   | DM         | 0            | 55            |
| 811     | DMU-1             | 27        | 1995             | 237               |                      | 80                   | DE         | 0            | 50            |
| 812     | DMU-1             | 64        | 2001             | 257               |                      | 90                   | DM         | 0            | 50            |
| 812 LUX | DMU-1             | 0         | 2003             | 257               |                      | 90                   | DH         | 36           | 0             |
| 813     | DMU-2             | 0         | 1973             | 257               |                      | 90                   | DM         | 0            | 83            |
| 840     | DMU-2             | 6         | 2003             | 550               |                      | 115                  | DE         | 0            | 108           |

### Ordered trainsets
| Sorozat                                                                                                  | Tengelyelrendezés | Darabszám | Forgalomba állás | Teljesítmény [kW] | Indító nyomaték [kN] | Max. sebesség [km/h] | Traction Type | Feszültség    | 1. osztály | 2. osztály |
| 671 | EMU-3             | 10        | 2010             | 2000              |                      | 160                  | E             | 3000V= + 25kV | 23         | 287        |
| New commuter double deck EMUs from Skoda, for Zilina-Kosice/Trencin, express version of CD(CZ) class 471 |                   |           |                  |                   |                      |                      |               |               |            |            |

## ZSCS

### Villamos mozdonyok
| Sorozat | Tengelyelrendezés | Darabszám | Forgalomba állás | Teljesítmény [kW] | Indító nyomaték [kN] | Max. sebesség [km/h] | Feszültség              |
| ------- | ----------------- | --------- | ---------------- | ----------------- | -------------------- | -------------------- | ----------------------- |
| 110     | Bo'Bo'            | 22        | 1971             | 800               | 186                  | 80                   | 3000 V DC               |
| 131     | Bo'Bo'x2          | 50        | 1980             | 4480              | 350                  | 100                  | 3000 V DC               |
| 183     | Co'Co'            | 44        | 1971             | 2790              | 345                  | 90                   | 3000 V DC               |
| 199.4   | B                 | 16        | 1992             | 38                |                      | 10                   | Akkumulátor             |
| 210     | Bo'Bo'            | 36        | 1972             | 880               | 170                  | 80                   | 25 kV 50 Hz             |
| 240     | Bo'Bo'            | 45        | 1968             | 3080              | 240                  | 120                  | 25 kV 50 Hz             |
| 363     | Bo'Bo'            | 23        | 1984             | 3060              | 260                  | 120                  | 3000 V DC + 25 kV 50 Hz |

### Dízelmozdonyok
| Sorozat | Tengelyelrendezés | Darabszám | Forgalomba állás | Teljesítmény [kW] | Indító nyomaték [kN] | Max. sebesség [km/h] | Erőátvitel        |
| ------- | ----------------- | --------- | ---------------- | ----------------- | -------------------- | -------------------- | ----------------- |
| 710     | C                 | 19        | 1961             | 301               | 110                  | 30/60                | Dízel-hidraulikus |
| 721     | Bo'Bo'            | 102       | 1962             | 551               |                      | 80                   | Dízel-villamos    |
| 731     | Bo'Bo'            | 11        | 1988             | 600               | 170                  | 80                   | Dízel-villamos    |
| 736     | Bo'Bo'            | 24        | 2001             | 990               |                      | 100                  | Dízel-villamos    |
| 742     | Bo'Bo'            | 83        | 1977             | 883               |                      | 90                   | Dízel-villamos    |
| 750     | Bo'Bo'            | 6         | 1968             | 1325              | 185                  | 100                  | Dízel-villamos    |
| 751     | Bo'Bo'            | 78        | 1964             | 1103              | 185                  | 100                  | Dízel-villamos    |
| 752     | Bo'Bo'            | 26        | 1969             | 1103              | 185                  | 100                  | Dízel-villamos    |
| 756     | Bo'Bo'            | 0         | 1968             | 1455              |                      | 100                  | Dízel-villamos    |
| 770     | Co'Co'            | 28        | 1963             | 993               | 195                  | 90                   | Dízel-villamos    |
| 771     | Co'Co'            | 42        | 1968             | 993               | 240                  | 90                   | Dízel-villamos    |
| 773     | Co'Co'            | 10        | 1998             | 1300              |                      | 100                  | Dízel-villamos    |

### Motorkocsik
| Sorozat | Tengelyelrendezés | Darabszám | Forgalomba állás | Teljesítmény [kW] | Indító nyomaték [kN] | Max. sebesség [km/h] | Erőátvitel        | Első osztály | Másodosztály |
| ------- | ----------------- | --------- | ---------------- | ----------------- | -------------------- | -------------------- | ----------------- | ------------ | ------------ |
| 820     | DMU-1             | 1         | 1963             | 206               | 40                   | 70                   | Dízel-hidraulikus | 0            | 54           |

### Széles nyomtávú mozdonyok
| Sorozat | Tengelyelrendezés | Darabszám | Forgalomba állás | Teljesítmény [kW] | Indító nyomaték [kN] | Max. sebesség [km/h] | Erőátvitel     | Feszültség |
| ------- | ----------------- | --------- | ---------------- | ----------------- | -------------------- | -------------------- | -------------- | ---------- |
| 125.8   | Bo'Bo'x2          | 21        | 1976             | 4080              |                      | 90                   | Villamos       | 3000 V DC  |
| 721.8   | Bo'Bo'            | 3         | 1962             | 551               | 186                  | 80                   | Dízel-villamos |            |
| 770.8   | Co'Co'            | 11        | 1983             | 993               | 195                  | 90                   | Dízel-villamos |            |
| 771.8   | Co'Co'            | 9         | 1970             | 993               | 240                  | 90                   | Dízel-villamos |            |

### Széles nyomtávú motorkocsik
| Sorozat | Tengelyelrendezés | Darabszám | Forgalomba állás | Teljesítmény [kW] | Indító nyomaték [kN] | Max. sebesség [km/h] | Erőátvitel       | Első osztály | Másodosztály |
| ------- | ----------------- | --------- | ---------------- | ----------------- | -------------------- | -------------------- | ---------------- | ------------ | ------------ |
| 810.8   | DMU-1             | 1         | 1982             | 155               | 29                   | 80                   | Dízel-mechanikus | 0            | 55           |

## ŽSR

### Dízelmozdonyok és tolatómozdonyok
| Sorozat                                                                 | Tengelyelrendezés | Darabszám | Forgalomba állás | Teljesítmény [kW] | Indító nyomaték [kN] | Max. sebesség [km/h] | Traction Type | Feszültség |
| 730                                                                     | Bo'Bo'            |           | 1985             | 600               | 165                  | 80                   | DE            | Dízel      |
| Old class T457.0, now used for track maintenance trains (19 épült)      |                   |           |                  |                   |                      |                      |               |            |
| 745                                                                     | B'B'              | 2         | 1981             | 736               |                      | 65/100               | DH            | Dízel      |
| Old class T476.1, GDR Dízel locomotives type V100.5 from LEW (10 épült) |                   |           |                  |                   |                      |                      |               |            |

### Departmental motor cars
| Sorozat                                                                                               | Tengelyelrendezés | Darabszám | Forgalomba állás | Teljesítmény [kW] | Indító nyomaték [kN] | Max. sebesség [km/h] | Traction Type | Feszültség |
| MVTV-1                                                                                                | DMU-1             |           |                  |                   |                      | 100                  | DM            | Dízel      |
| Modern catenary maintenance motor cars                                                                |                   |           |                  |                   |                      |                      |               |            |
| MVTV-2                                                                                                | DMU-1             | 30        | 1981             | 155               | 29                   | 80                   | DM            | Dízel      |
| Old class M153.0/892, catenary maintenance railcars similar to class 810, now class MVTV2 (111 built) |                   |           |                  |                   |                      |                      |               |            |
| MVTV-2                                                                                                | DMU-1             | 3         | 1983             | 155               | 29                   | 80                   | DM            | Dízel      |
| Old class M153.5/892.8, broad gauge(1524mm) version of MVTV-2                                         |                   |           |                  |                   |                      |                      |               |            |
| MVTV-3                                                                                                | DMU-1             | 10        | 1972             | 206               | 40                   | 80                   | DH            | Dízel      |
| Old class M250.0/893, catenary maintenance railcars similar to class 820, now class MVTV-3 (30 épült) |                   |           |                  |                   |                      |                      |               |            |

### Gőzmozdonyok
| Sorozat                                                                       | Tengelyelrendezés | Darabszám | Forgalomba állás | Teljesítmény [kW] | Indító nyomaték [kN] | Max. sebesség [km/h] | Traction Type | Feszültség |
| ŽSR 331.0                                                                     | Ct                | 1         | 1949             | 500               |                      | 60                   | S             | Gőz        |
| Museum Gőz locomotive 331.037(Poprad), second-hand MÁV 375.666 (20 épült)     |                   |           |                  |                   |                      |                      |               |            |
| ŽSR 422.0                                                                     | Dm2t              | 1         | 1909             | 420               | 93                   | 50                   | S             | Gőz        |
| Museum Gőz locomotive 422.0108(Zvolen), former Austrian class 178 (105 épült) |                   |           |                  |                   |                      |                      |               |            |
| ŽSR 464                                                                       | 2'D2't            | 1         | 1933             |                   | 96                   | 90                   | S             | Gőz        |
| Museum Gőz locomotive 464.001, returned to service in 2007                    |                   |           |                  |                   |                      |                      |               |            |
| ŽSR 475.1                                                                     | 2'D1'             | 2         | 1950             | 1430              | 110                  | 100                  | S             | Gőz        |
| Museum Gőz locomotives 475.196(Vrutky) and 1130 (147 épült)                   |                   |           |                  |                   |                      |                      |               |            |
| ŽSR 477.0                                                                     | 2'D2't            | 1         | 1951             | 1540              | 120                  | 100                  | S             | Gőz        |
| Museum Gőz locomotive 477.013(Poprad) (60 épült)                              |                   |           |                  |                   |                      |                      |               |            |
| ŽSR 486.0                                                                     | 2'D1'             | 1         | 1936             |                   |                      | 110                  | S             | Gőz        |
| Museum Gőz locomotive 486.007, based at Vrutky                                |                   |           |                  |                   |                      |                      |               |            |
| ŽSR 498.1                                                                     | 2'D1'             | 1         | 1954             | 1840              | 141                  | 120                  | S             | Gőz        |
| Museum Gőz locomotive 498.104, based at Bratislava (15 épült)                 |                   |           |                  |                   |                      |                      |               |            |
| ŽSR 556.0                                                                     | 1'E               | 1         | 1952             | 1472              | 160                  | 80                   | S             | Gőz        |
| Museum Gőz freight locomotive 556.036 based at Vrutky (510 built)             |                   |           |                  |                   |                      |                      |               |            |

### Historic locomotives
| Sorozat                                                                            | Tengelyelrendezés | Darabszám | Forgalomba állás | Teljesítmény [kW] | Indító nyomaték [kN] | Max. sebesség [km/h] | Traction Type | Feszültség |
| E 499                                                                              | Bo'Bo'            | 1         | 1953             | 2032              | 212                  | 120                  | E             | 3000 V=    |
| Historic electric locomotive E499.047 (former 140.047, Skoda type 12E, 100 épült)) |                   |           |                  |                   |                      |                      |               |            |
| T 444.0                                                                            | B'B'              | 1         | 1959             | 515               | 158                  | 30/70                | DH            | Dízel      |
| Historic Dízel locomotive with (new) number 725 055(Presov) (111 built)            |                   |           |                  |                   |                      |                      |               |            |
| T 678.0                                                                            | Co'Co'            | 2         | 1961             | 1215              |                      | 100                  | DE            | Dízel      |
| Historic locomotives with (new) numbers 775.016(Poprad) and 012(Zvolen) (17 épült) |                   |           |                  |                   |                      |                      |               |            |
| T 679.0                                                                            | Co'Co'            | 1         | 1961             | 1215              |                      | 100                  | DE            | Dízel      |
| Similar to class T678.0/775, nr. 776.019 (27 épült)                                |                   |           |                  |                   |                      |                      |               |            |
| T 679.1                                                                            | Co'Co'            | 2         | 1966             | 1435              |                      | 100                  | DE            | Dízel      |
| Museum locomotives (M62 'Sergej') T 679.1168 and 781 312(Vrutky) (599 épült)       |                   |           |                  |                   |                      |                      |               |            |

### Historic motor cars
| Sorozat                                                                           | Tengelyelrendezés | Darabszám | Forgalomba állás | Teljesítmény [kW] | Indító nyomaték [kN] | Max. sebesség [km/h] | Traction Type | Feszültség | 1st class | 2nd class |
| EMU 26.0                                                                          | EMU-1             | 1         | 1913             | 80                |                      | 30                   | E             | 1500 V=    | 0         | 50        |
| Museum narrow gauge motor car of High Tatra Tramway nr. 22 TEVD, built in Hungary |                   |           |                  |                   |                      |                      |               |            |           |           |
| EMU 49.0                                                                          | EMU-1             | 1         | 1930             | 200               |                      | 40                   | E             | 1500 V=    | 0         | 48        |
| Museum narrow gauge electric motor car EMU 49.001, originally nr. 7 TEVD          |                   |           |                  |                   |                      |                      |               |            |           |           |
| M 131.1                                                                           | DMU-1             | 2         | 1948             | 114               |                      | 60                   | DM            | Dízel      | 0         | 48        |
| Museum Dízel railbusses M 131.1053/1125 (549 built)                               |                   |           |                  |                   |                      |                      |               |            |           |           |
| M 262.0                                                                           | DMU-1             | 1         | 1949             | 301               | 53                   | 90                   | DE            | Dízel      | 0         | 56        |
| Historic Dízel motor car M 262.007 (CD/ŽSR class 830, 238 épült)                  |                   |           |                  |                   |                      |                      |               |            |           |           |
| M 274.0                                                                           | DMU-1             | 1         | 1934             | 303               |                      | 100                  | DE            | Dízel      | 0         | 54        |
| Historic express Dízel motor car M 274.004 with trailer Calm 5-0038 (14 épült)    |                   |           |                  |                   |                      |                      |               |            |           |           |

## ŽSR/ŽSSK

### Leselejtezett mozdonyok és tolatómozdonyok
| Sorozat | Tengelyelrendezés | Darabszám | Forgalomba állás | Teljesítmény [kW] | Indító nyomaték [kN] | Max. sebesség [km/h] | Erőátvitel        | Feszültség |
| ------- | ----------------- | --------- | ---------------- | ----------------- | -------------------- | -------------------- | ----------------- | ---------- |
| 121     | Bo'Bo'            | 85        | 1960             | 2032              | 234                  | 90                   | Villamos          | 3000 V DC  |
| 140     | Bo'Bo'            | 100       | 1953             | 2032              | 212                  | 120                  | Villamos          | 3000 V DC  |
| 182     | Co'Co'            | 168       | 1963             | 2790              | 345                  | 90                   | Villamos          | 3000 V DC  |
| 701     | B                 | 71        | 1979             | 169               | 58                   | 40                   | Dízel-mechanikus  |            |
| 702     | B                 | 99        | 1967             | 147               | 58                   | 40                   | Dízel-mechanikus  |            |
| 720     | Bo'Bo'            | 150       | 1958             | 551               | 160                  | 60                   | Dízel-villamos    |            |
| 725     | B'B'              | 111       | 1959             | 515               | 158                  | 30/70                | Dízel-hidraulikus |            |
| 725.2   | B'B'              | 90        | 1965             | 515               | 158                  | 30/70                | Dízel-hidraulikus |            |
| 726     | B'B'              | 101       | 1963             | 515               | 158                  | 30/70                | Dízel-hidraulikus |            |
| 735     | Bo'Bo'            | 298       | 1971             | 926               | 156                  | 90                   | Dízel-villamos    |            |
| 753     | Bo'Bo'            | 408       | 1968             | 1325              | 185                  | 100                  | Dízel-villamos    |            |
| 755     | Bo'Bo'            | 1         | 1998             | 1470              |                      | 100                  | Dízel-villamos    |            |
| 772     | Co'Co'            | 1         | 1998             | 960               |                      | 100                  | Dízel-villamos    |            |
| 781     | Co'Co'            | 599       | 1966             | 1435              |                      | 100                  | Dízel-villamos    |            |
| 781.8   | Co'Co'            | 0         | 1966             | 1435              |                      | 100                  | Dízel-villamos    |            |
| 310.4   | Ct                | 1         | 1896             | 230               | 52                   | 45                   | Gőz               |            |

### Leselejtezett motorvonatok és motorkocsik
| Sorozat | Tengelyelrendezés | Darabszám | Forgalomba állás | Teljesítmény [kW] | Indító nyomaték [kN] | Max. sebesség [km/h] | Erőátvitel        | Feszültség | Első osztály | Másodosztály |
| ------- | ----------------- | --------- | ---------------- | ----------------- | -------------------- | -------------------- | ----------------- | ---------- | ------------ | ------------ |
| 495.95  | EMU-1             | 5         | 1954             | 200               |                      | 30                   | Villamos          | 1500 V DC  | 0            | 44           |
| M 131.1 | DMU-1             | 549       | 1948             | 114               |                      | 60                   | Dízel-mechanikus  |            | 0            | 48           |
| M 274.0 | DMU-1             | 14        | 1934             | 303               |                      | 100                  | Dízel-villamos    |            | 0            | 54           |
| 820     | DMU-1             | 122       | 1963             | 206               | 40                   | 70                   | Dízel-hidraulikus |            | 0            | 54           |
| 830     | DMU-1             | 238       | 1949             | 301               | 53                   | 90                   | Dízel-villamos    |            | 0            | 56           |
| 850     | DMU-1             | 50        | 1966             | 515               | 70                   | 110                  | Dízel-hidraulikus |            | 0            | 48           |
| 851     | DMU-1             | 37        | 1967             | 588               | 78                   | 110                  | Dízel-hidraulikus |            | 0            | 48           |